# Natalia Grima
Natalia Grima (San Miguel de Tucumán, década de 1970) es una pianista y pedagoga musical de Argentina. Se radica en la ciudad de Buenos Aires hacia el año 2004. 

Es fundadora y directora de la Suzuki Piano School en Bs.As., primera escuela de piano especializada en el método Suzuki en dicha ciudad. Es licenciada en Música, especializándose en piano, graduada summa cum laude por la Universidad Nacional de Tucumán.
La pianista ha actuado como solista, solista con orquesta y en grupos de cámara, en Argentina, Perú, EE. UU. y Suiza.
En el año 2004, la municipalidad de San Miguel de Tucumán la distingue como “Mujer Destacada de Nuestro Medio”, por su aporte a la Cultura a través de la Educación Musical.
En 2007, la  Federación Argentina de Mujeres Universitarias le otorga la Medalla FAMU  (máxima distinción de dicha entidad), tras ser seleccionada entre los 82 mejores promedios universitarios.
En 2011, representó a Argentina en el marco del “V Encuentro Suzuki de América Latina” (Lima- Perú) con la ponencia: “De la estimulación musical temprana a la ejecución instrumental”. Dos años más tarde recibe el apoyo del Ministerio de Relaciones Exteriores y Culto de la República Argentina, para capacitarse y representar musicalmente a su país en Holy Names University (California, EE. UU.). En 2015, la Cancillería Argentina la selecciona por segunda vez para representar a su país, en el Congreso Internacional realizado en Homenaje a los 100 años de la Fundación del Instituto Jaques Dalcroze de Ginebra, Suiza.
Interesada desde muy joven[¿cuándo?] en la Escuela Pianística de Vicente Scaramuzza se formó con Oscar Buriek, Carmen Scalcione y Ana Laura Stampalia, entre otros.
Especializada desde 1997 en Educación Pianística/Musical con el Método para la Educación del Talento o de la Lengua Materna (Método Suzuki). Fue becada en numerosas oportunidades por la SAA (Asociación Suzuki de las Américas, EE. UU.) para capacitarse en América (Argentina, Chile, Perú, Estados Unidos). Asimismo, se formó en dicha metodología en Europa en la  Universidad de Cambridge en Inglaterra, y también en España. Sus referentes en esta especialidad son Caroline Fraser, Doris Koppelman y Mary Craig Powell (entre otros).
Su capacitación pedagógica incluye además formación en otras metodologías: Método Dalcroze; Método Kodaly; Método RYE (Recherche Sur Yoga dans L’Education- Investigación sobre Yoga en la Educación) y  Método Alexander.